# آدم باروخ
آدم باروخ (بالعبرية: אדם ברוך‏) هو كاتب وصحفي إسرائيلي، ولد في 9 أبريل 1945، وتوفي في 24 مايو 2008.

## وصلات خارجية
- الموقع الرسمي
- آدم باروخ على موقع IMDb (الإنجليزية)
- آدم باروخ على موقع قاعدة بيانات الفيلم (الإنجليزية)